# William Bonville, VI barón Harington
William Bonville, VI barón Harington (1442 – 30 de diciembre de 1460), fue un noble inglés, partidario de la Casa de York durante la Guerra de las Dos Rosas. Murió tras la batalla de Wakefield, dejando su hija recién nacida, Cecily Bonville, como heredera de su baronía.

## Familia
William nació en Chewton Mendip, Somerset, Inglaterra. Sus padres fueron William Bonville y Elizabeth Harington. Sus abuelos paternos fueron William  Bonville, I barón Bonville y Margaret Grey. Sus abuelos maternos eran William  Harington, V barón Harington de Aldingham (c. 1394 - 1458) y Margaret Hill,  hija de Cerro de la Margaret de Sir John Hill, Justicia Mayor del Tribunal del rey.
En 1458, heredó la baronía Harington de Aldingham de su abuelo, puesto a que este había sobrevivido a la madre de William.

## Matrimonio y muerte
Ese mismo año, William se casó con Katherine Neville, hija de Richard y Alice Neville, V condes de Salisbury, y hermana pequeña de Richard Neville, XVI conde de Warwick, conocido como el Hacedor de Reyes. Tuvieron una hija, Cecily Bonville.
Los Bonville eran partidarios leales de la Casa de York.  William Bonville, VI barón Harrington, luchó a favor de los York, y murió en la batalla de Wakefield, el 30 de diciembre de 1460.
Su viuda, Katherine, volvió a casarse con William Hastings, I barón Hastings, con quien tuvo seis hijos más. Cecily heredó la baronía Harington por derecho propio a su muerte..